# 비정형 우울증
비정형 우울증(非定型憂鬱症, atypical depression) 또는 비전형적 우울증(非典型的憂鬱症)은 DSM-IV에서 우울증의 한 종류로 정의되며, 주요 우울 장애나 기분부전장애의 많은 전형적인 증상을 공유하지만 긍정적인 사건에 대한 기분 개선으로 특징지어진다. 비정형 우울증 환자와는 대조적으로, 멜랑콜리아 우울증 환자는 일반적으로 보통 즐거운 사건에 대해 기분 개선을 경험하지 않는다. 비정형 우울증은 또한 종종 상당한 체중 증가나 식욕 증진, 과다수면, 팔다리의 무거운 느낌, 그리고 상당한 사회적 또는 직업적 손상을 초래하는 대인 관계 거절 민감성을 특징으로 한다.
이름과는 달리, "비정형" 우울증이 흔하지 않거나 특이하다는 것을 의미하지는 않는다. 이름의 이유는 두 가지이다. 첫째, 멜랑콜리아 우울증의 특징이 확인된 후에 "독특한" 증상으로 식별되었다. 둘째, 당시 사용 가능했던 두 가지 다른 종류의 항우울제에 대한 반응이 멜랑콜리아 우울증과 달랐기 때문이다(예: MAOI는 비정형 우울증에 임상적으로 상당한 이점이 있었던 반면, 삼환계 항우울제는 그렇지 않았다).
비정형 우울증은 남성보다 여성에게 4배 더 흔하다. 비정형 우울증의 특징을 가진 개인은 우울 에피소드의 발병 시기가 더 이르다고 보고하는 경향이 있다(예: 고등학교 시절). 이러한 에피소드는 주요 우울 장애보다 더 만성적인 경향이 있으며, 에피소드 사이에 부분적인 완화만 있다. 젊은 사람들은 비정형적인 특징을 가질 가능성이 더 높고, 나이든 사람들은 멜랑콜리아 특징을 가진 에피소드를 더 자주 가질 수 있다. 비정형 우울증은 불안장애와 높은 동반 질환율을 보이며, 자살 행동의 위험이 더 높고, 뚜렷한 성격 병리와 생물학적 특성을 가지고 있다. 비정형 우울증은 양극성 1형, 양극성 2형, 순환성 기분 장애, 또는 계절성 정동 장애를 가진 개인에게서 더 흔하다. 양극성 장애의 우울 에피소드는 비정형적인 특징을 가지는 경향이 있으며, 계절적 패턴을 가진 우울증도 마찬가지다.

## 병태생리학
비정형 우울증과 다른 형태의 우울증 사이에 상당한 중복이 관찰되었지만, 연구에 따르면 다양한 우울증 병태생리학적 모델 내에서 차별화 요소가 존재한다. 내분비 모델에서, 증거는 HPA 축이 멜랑콜리아 우울증에서는 과활동성이고 비정형 우울증에서는 저활동성임을 시사한다. 비정형 우울증은 언어 유창성 테스트와 정신운동 속도 테스트를 통해 멜랑콜리아 우울증과 구별될 수 있다. 둘 다 시공간 기억 및 언어 유창성과 같은 여러 영역에서 손상을 보이지만, 멜랑콜리아 환자는 비정형 우울증 환자보다 더 많은 손상을 보이는 경향이 있다.
더 나아가, 우울증의 염증 이론과 관련하여, 염증성 혈액 표지자(사이토카인)는 비정형 우울증에서 비비정형 우울증에 비해 더 높게 나타나는 것으로 보인다.

## 진단
비정형 우울증의 진단은 정신질환 진단 및 통계 편람(DSM-5)에 명시된 기준에 기초한다. DSM-5는 비정형 우울증을 "비정형적 특징"을 동반하는 주요 우울 장애의 하위 유형으로 정의하며, 다음을 특징으로 한다.
- 기분 반응성 (즉, 실제 또는 잠재적 긍정적인 사건에 반응하여 기분이 밝아짐)
- 다음 중 최소 두 가지:
  - 현저한 체중 증가 또는 식욕 증가 (과다섭식);
  - 과다수면 (멜랑콜리아 우울증에서 나타나는 불면증과는 반대로 너무 많이 잠);
  - 납마비 (즉, 팔이나 다리를 움직이기 어렵게 만드는 무거운 느낌);
  - 상당한 사회적 또는 직업적 손상을 초래하는 대인 관계 거절 민감성의 오랜 패턴 (기분 장애 에피소드에 국한되지 않음).

동일한 에피소드 동안 멜랑콜리아 특징 또는 긴장증 특징을 가진 우울증의 기준을 충족해서는 안 된다.

## 치료
비정형 우울증과 멜랑콜리아 우울증 간의 임상적 증상 차이로 인해, 1980년대와 1990년대에 이 환자군의 사용 가능한 항우울제 약물 치료의 치료 반응성을 평가하기 위한 연구가 수행되었다. 현재 SSRIs, SNRIs, NRIs, 미르타자핀과 같은 항우울제는 이전 치료법보다 효능과 부작용이 적어 비정형 우울증을 치료하는 데 가장 좋은 약물로 간주된다. 부프로피온 (NDRI)은 성인의 무기력증과 식욕 증가라는 비정형 우울증 증상을 치료하는 데 특히 적합할 수 있다. 모다피닐은 때때로 오프라벨 치료 옵션으로 성공적으로 사용된다.
2000년 이전에는 모노아민 산화효소 억제제 (MAOIs)가 비정형 우울증 치료에 다른 항우울제보다 뛰어난 효능을 보였으며, 이 임상 증상에 대한 일차 치료제로 사용되었다. 이 약물 계열은 앞서 언급된 선택적 약물의 등장과 함께 인기가 시들해졌는데, 티라민이 풍부한 음식(예: 일부 숙성 치즈, 특정 종류의 와인, 생맥주, 파바콩)과의 상호작용으로 인해 고혈압응급증을 유발할 수 있다는 우려와 일부 (전부는 아님) 교감신경흥분제와의 상호작용, 그리고 세로토닌 재흡수제와 병용 시 세로토닌 증후군의 위험 때문이었다. 이러한 우려에도 불구하고, 다른 옵션이 소진된 치료 저항성 사례에서는 여전히 사용되며, 일반적으로 이전 약물 치료보다 더 높은 관해율을 보인다. 또한 많은 환자에게 일반적으로 더 잘 견뎌진다. 또한 모클로베미드와 같은 새로운 선택적이고 가역적인 MAOI가 있으며, 이는 티라민 효능 증진 위험이 훨씬 낮고 다른 약물과의 상호작용이 적다.
삼환계 항우울제 (TCAs) 또한 2000년 이전에 비정형 우울증에 사용되었지만, MAOI만큼 효과적이지 않았고, TCAs의 내약성이 낮은 부작용과 더 적절한 치료법의 가용성으로 인해 처방자들 사이에서 인기가 떨어졌다.
한 예비 연구는 심리요법 또는 인지 행동 치료 (CBT)가 비정형 우울증 환자군에게 MAOI와 동등한 효능을 가질 수 있다고 제안했지만, 표본 크기가 작고 통계적 유의성은 달성되지 않았다. 이들은 정신과 의사 또는 임상 심리학자와 함께 하는 대화 치료 세션으로, 개인이 자신의 정신 상태에 영향을 미칠 수 있는 문제적인 생각이나 경험을 식별하고, 각 식별된 문제에 대한 대처 메커니즘을 개발하는 데 도움을 준다.

## 역학
비정형 우울증의 실제 유병률은 파악하기 어렵다. 우울증으로 진단받은 환자를 대상으로 한 여러 연구에 따르면 약 40%가 비정형 증상을 보이며, 여성 환자에게서 4배 더 많이 발견된다.
 연구는 또한 비정형 우울증이 더 이른 나이에 발병하는 경향이 있으며, 청소년과 젊은 성인이 노인 환자보다 비정형 우울증을 보일 가능성이 더 높다는 것을 뒷받침한다. 비정형 우울증 환자는 어린 시절 방치 및 학대율이 더 높고, 가족 내 알코올 및 약물 장애율이 더 높다는 것이 밝혀졌다. 전반적으로 거절 민감성이 가장 흔한 증상이며, 일부 연구에서는 이 기준을 생략하여 유병률이 과소평가될 수 있다는 우려가 있다.

## 연구
비정형 우울증은 1959년 의사 E.D. 웨스트와 P. J. 달리가 우울증 환자에게 MAOI인 이프로니아지드의 효과를 연구하면서 처음으로 일반적인 우울증과 별개의 질환으로 여겨졌다. 그들은 약물에 잘 반응한 환자들과 그렇지 않은 환자들 사이에서 일관성을 발견했다. "이차성 우울증을 동반한 불안 히스테리" 증상을 보이던 이 환자들은 이프로니아지드에 특히 잘 반응했다.
일반적으로 비정형 우울증은 다른 형태의 우울증보다 더 큰 기능적 손상을 유발하는 경향이 있다. 비정형 우울증은 다른 형태의 우울증보다 더 이른 시기, 주로 십대 시절에 시작되는 만성 증후군이다. 마찬가지로, 비정형 우울증 환자는 불안장애(예: 범불안장애, 강박장애, 사회 공포증), 양극성 장애 또는 인격장애(예: 경계선 인격장애, 회피성 인격장애)를 가질 가능성이 더 높다.
최근 연구에 따르면 젊은 사람들은 과다수면을 경험할 가능성이 더 높고, 나이든 사람들은 다식증을 경험할 가능성이 더 높다.
만성 비정형 우울증과 급성 멜랑콜리아 우울증 사이에는 약물 반응이 다르다. 일부 연구에 따르면 오래된 종류의 항우울제인 모노아민 산화효소 억제제(MAOIs)가 비정형 우울증 치료에 더 효과적일 수 있다. 더 현대적인 SSRI와 SNRI는 이 질병에 매우 효과적인 반면, 삼환계 항우울제는 일반적으로 그렇지 않다. 항우울제 반응은 부스피론, 부프로피온, 또는 아리피프라졸과 같은 보조 약물로 종종 강화될 수 있다. 심리요법은 단독으로 또는 약물과 병용하여 개인 및 그룹 환경에서 효과적인 치료법이다.

## 같이 보기
- 가면 우울증
- 치료 저항성 우울증